# Jive
Jive spada u kategoriju natjecateljskih latinoameričkih plesova, iako bi se po karakteru svrstavao u grupu boogie/swing plesova. Porijeklo riječi jive je nepoznato. Pretpostavlja se da znači blebetanje, što mu daje razigran i glasan karakter. Izvori se javljaju s američkim crnačkim robovima koji su plesali jednostruke i trostruke korake. Korijeni plesa potiču iz 1920-ih i 1930-ih godina 20. stoljeća, a plesao se u američkim crnačkim klubovima na zvukove jazza i swinga. Nakon toga se javlja utjecaj novog popularnog plesa boogieja, koji se razvio iz bluesa, samo što mu je ritam tvrd i motoričan. U Europu su jive donijeli Amerikanci. U Velikoj Britaniji jive se adaptirao na rock and roll glazbu, tvoreći tako nov stil. Francuzi su ga pojednostavili, miješajući ga s tradicionalnim latinskoameričkim plesovima i tako je nastao današnji jive. Sadrži poskok, a njegovi koraci se ponekad koriste u rock n rollu. Brz i poletan, ali težak ples za koji vam treba puno energije. 

## Vanjske poveznice
- http://www.norbi.biz.hr/cro/ples/plesovi/la.asp  Arhivirana inačica izvorne stranice od 21. siječnja 2013. (Wayback Machine)